# عطاء الله الكواكبي
عطاء الله الكواكبي

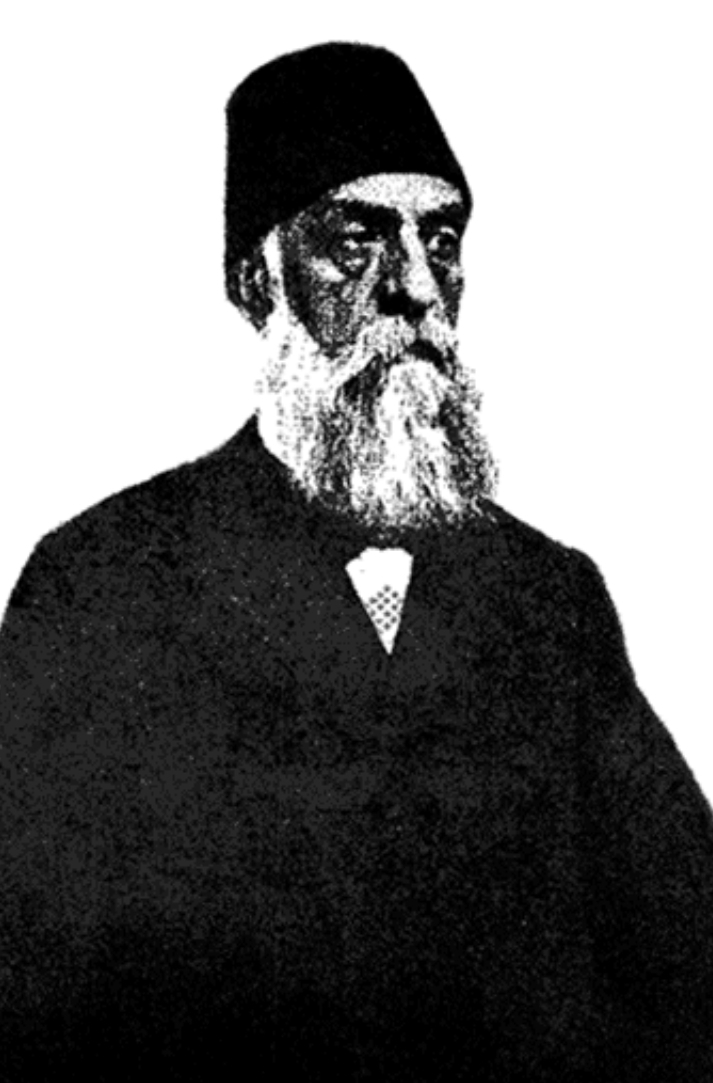
عطاء الله الكواكبي والي بغداد

هو محمد عطاء الله كواكبي زاده ابن احد الصدور العظام محمد سعيد الكواكبي، وهو سياسي عثماني، ولد في القسطنطينية سنة 1251ه‍/1835م. شغل عدة مناصب منها قاضي بغداد سنة 1290ه‍/1873م، وتولى منصب رئيس ديوان التمييز في 3 ذي القعدة سنة 1292ه‍/1875 م، وكان مشهوراً بالتقوى والعلم والفضل والعدالة والنزاهة.عين والياً على بغداد حيث وصلها في 15 صفر سنة 1314ه‍/1896م. خلفاً للوالي الحاج حسن باشا.

## جسر الخر والمسعودي

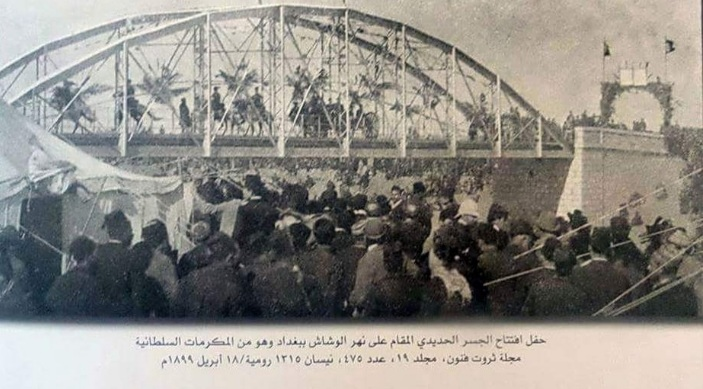
جسر الخر 1897

في يوم الخميس 28 شعبان سنة 1315 ه‍/ 1897 م، اجري افتتاح جسر الخر (الوشاش) بحضور الوالي عطا باشا والمشير رجب باشا واكابر رجال الدولة من عسكريين وملكيين وقد سمي الجسر (الحميدي) ولكن الناس لا زالوا يسمونه جسر (الخر).

## ولايته
واستمرت ولايته ثلاث سنوات حتى سنة 1899م، حيث خلفه الوالي نامق باشا الصغير.
وكان عطاء الله أفندي في العراق مدة تتجاوز 12 سنة حصل فيها الوقوف على جميع أحوال الأهلين، ورد بغداد باحتفال ، وأطلق له 19 مدفعاً. قرئ فرمانه بعد ظهر الخميس في 4 ربيع الأول. وحضر قائد الفيلق السادس رجب باشا وجماعة من الأمراء والاعيان. ولم ينشر فرمانه في الزوراء. وهجاه الشيخ رضا الطالباني ببيتين من الشعر بالتركية، ومعناه ان الوالي الذي بلغ من العمر عتياً، فتجاوز المائة سنة فلا ريب أن تعيينه يؤدي إلى اضطراب أحوال المملكة وإلا فلا يتصور إصلاح القطر واحياؤه بأحد الأموات. مرحى لقوة إدراك (الباب العالي) في إدارة الملك وتدبيره.
عطاء الله باشا بارح بغداد يوم السبت في 19 المحرم سنة 1317ه‍، وودع من الوالي اللاحق وسائر الأمراء.